# Grünbach (Sachsen)
Grünbach (vogtländisch Grieboch) ist eine Gemeinde im Vogtlandkreis in Sachsen und ein staatlich anerkannter Erholungsort.

## Geographie
Der staatlich anerkannte Erholungsort liegt in rund 700 m ü. d. M. an einem Waldgebiet. Direkt bei Grünbach erhebt sich der Wendelstein (734 m), eine „Grauwackenquarzit“-Klippe. Die Weiße Göltzsch tangiert die Ortsflur im Osten in einem tief eingeschnittenen Tal. Dort befindet sich die „Göltzschbastei“. Im Ortsteil Muldenberg ist die Zwickauer Mulde zur Trinkwassertalsperre Muldenberg gestaut. Der höchste Punkt der Gemeinde findet sich etwa 842 m über dem Meeresspiegel am Westhang des Berges Kiel (943,3 m ü. NHN).

### Gemeindegliederung
Zur Gemeinde gehören folgende Ortsteile:
- Siehdichfür (am 1. Juli 1948 eingemeindet)[2]
- Muldenberg (am 1. März 1994 eingemeindet)

### Nachbargemeinden
| Gemeinde Neustadt | Stadt Falkenstein                                |                       |
|                   | Kompassrose, die auf Nachbargemeinden zeigt      | Gemeinde Muldenhammer |
| Stadt Schöneck    | Stadt Klingenthal; insbesondere mit dem OT Zwota |                       |

## Geschichte
Grünbach wurde erstmals 1524 als „newes dörfflein“ vor dem „grünen bächel“ erwähnt. 1532 wurde der Ort als „newe[s] dörfflein mit 8 Feuerstätten vor dem grünen Bächel“ erwähnt. Während anfangs Land- und Forstwirtschaft bestimmend waren, kam im 18. Jahrhundert die Handweberei auf und rund einhundert Jahre später, Ende des 19. Jahrhunderts, die Stickerei.
Der Ort gehörte bis 1856 zum kursächsischen bzw. königlich-sächsischen Amt Plauen. Nach 1856 gehörte Grünbach zum Gerichtsamt Falkenstein und ab 1875 zur Amtshauptmannschaft Auerbach. 1871 lebten in Grünbach 943 Personen in 100 Häusern. 1880 lebten 1197 Grünbacher in 131 Häusern.
Zur DDR-Zeit bestand in Grünbach das FDGB-Erholungsheim „Druckersmühle“.
Durch die zweite Kreisreform in der DDR kam die Gemeinde Grünbach im Jahr 1952 zum Kreis Auerbach im Bezirk Chemnitz (1953 in Bezirk Karl-Marx-Stadt umbenannt), der ab 1990 als sächsischer Landkreis Auerbach fortgeführt wurde und 1996 im Vogtlandkreis aufging.
Entwicklung der Einwohnerzahl (Stichtag ab 1971: 31. Dezember):
| Jahr      | 1871 | 1880 | 1910 | 1971 | 1998 | 1999 | 2000 | 2001 | 2002 | 2003 | 2004 | 2007 | 2008 | 2012 | 2013 | 2018 | 2021 |
| --------- | ---- | ---- | ---- | ---- | ---- | ---- | ---- | ---- | ---- | ---- | ---- | ---- | ---- | ---- | ---- | ---- | ---- |
| Einwohner | 943  | 1197 | 2396 | 2374 | 2085 | 2054 | 2098 | 2097 | 2069 | 1997 | 1975 | 1894 | 1881 | 1810 | 1787 | 1678 | 1674 |

1910 war Grünbach unter den 69 Kommunen der Amtshauptmannschaft Auerbach auf Rang 12 der Einwohnerstatistik.

## Politik

### Gemeinderat
| Jahr | Wahlbeteiligung     | Initiative Grünbach-Muldenberg (IGM) | Initiative Grünbach-Muldenberg (IGM) | CDU                      | CDU   | Gemeinderat ab 2024Insgesamt 10 Sitze - IGM: 6 - CDU: 4 |
| Jahr | Wahlbeteiligung     | Ergebnis (% und Stimmen)             | Sitze                                | Ergebnis (% und Stimmen) | Sitze | Gemeinderat ab 2024Insgesamt 10 Sitze - IGM: 6 - CDU: 4 |
| 2024 | 66,1 % (939 Wähler) | 56,0 % (1517)                        | 6                                    | 44,0 % (1190)            | 4     | Gemeinderat ab 2024Insgesamt 10 Sitze - IGM: 6 - CDU: 4 |
| 2019 | 62,9 % (904 Wähler) | 62,3 % (1602)                        | 6                                    | 37,7 % (968)             | 4     | Gemeinderat ab 2024Insgesamt 10 Sitze - IGM: 6 - CDU: 4 |
| 2014 | 54,3 % (890 Wähler) | 61,3 % (1591)                        | 6                                    | 38,7 % (1006)            | 4     | Gemeinderat ab 2024Insgesamt 10 Sitze - IGM: 6 - CDU: 4 |

### Bürgermeister
Bürgermeister ist Ralf Kretzschmann.
| Wahl | Bürgermeister             | Vorschlag                      | Wahlergebnis (in %) |
| ---- | ------------------------- | ------------------------------ | ------------------- |
| 2023 | Ralf Frieder Kretzschmann | Kretzschmann                   | 62,7                |
| 2016 | Ralf Frieder Kretzschmann | Initiative Grünbach/Muldenberg | 94,4                |
| 2009 | Ralf Frieder Kretzschmann | Initiative Grünbach/Muldenberg | 97,6                |
| 2008 | Manfred Strobel           | Initiative Grünbach/Muldenberg | 77,3                |
| 2001 | Thomas Rosenbaum          | BW                             | 85,8                |

### Städtepartnerschaft
Die Partnerstadt von Grünbach ist Goldkronach in Bayern.

## Kultur und Sehenswürdigkeiten
- Ortszentrum mit dem früheren Gasthof zum Wendelstein
- Die Felsenformation des Wendelsteins setzt sich aus mehreren Gruppen zusammen. Sie bildet einen Abschnitt des im Oberen Vogtland verbreiteten Hoher-Stein-Quarzits („Grauwackenquarzit“) der kambroordovizischen Schöneck-Formation.[13][14] Die Felsen befinden sich im Wald westlich des Ortsrandes und tragen auf ihrem höchsten Punkt im südlichen Abschnitt ein Gipfelkreuz. Hier steht auch eine Granitsäule des historischen Messpunktes Nr. 142 der Königlich-Sächsischen Triangulirung.[15] Der Wendelstein ist Teil des Landschaftsschutzgebietes Oberes Göltzschtal.
- Ein Ehrenmal genanntes Denkmal mit einem von einem Bildhauer gestalteten nach links gewendeten Adlerkopf und mehreren großen Gedenksteinen, in die Namenslisten eingemeißelt sind, erinnert an die Toten des Ersten Weltkrieges aus Grünbach.
- Friedhof mit Toranlage und Kapelle als bauliche Anlagen der Reformarchitektur.
- Felsgruppen mit Informationstafeln in den Waldungen östlich und südlich der Ortslage Grünbach, wie die Bastei (ehemalige „Bismarck-Bastei“) am Hang des Göltzschtales und der Schwarze Stein mit dem Fels Versteinerter Mönch.
- Floßplatz im Ortsteil Muldenberg (gelegentlich Schauvorführungen) mit Informationstafeln und zwei historischen Floßgräben.
- Talsperre Muldenberg

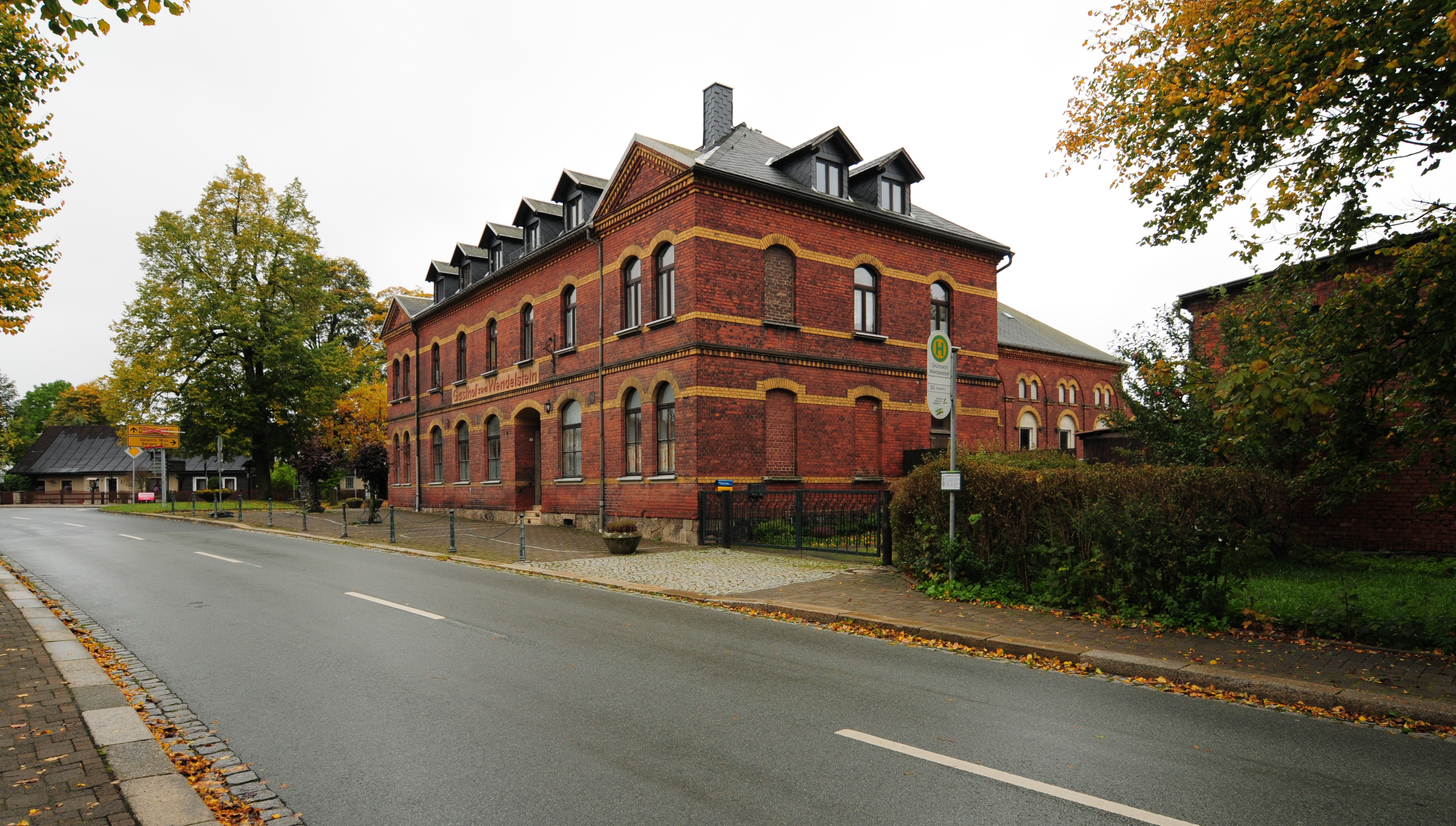
Ortszentrum am ehemaligen Gasthof zum Wendelstein
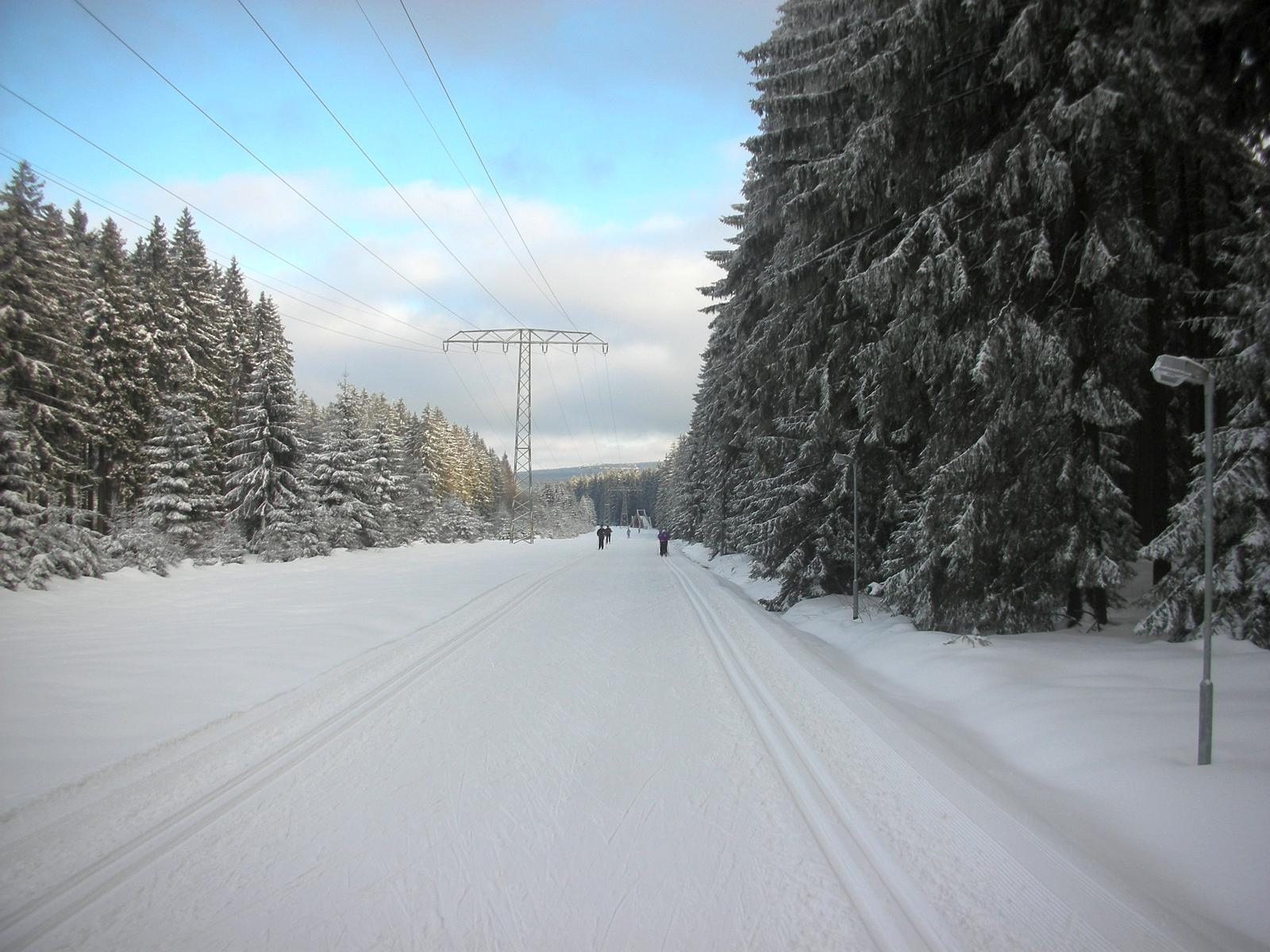
Beleuchtete Loipe zwischen Grünbach und Muldenberg, im Hintergrund die Skibrücke
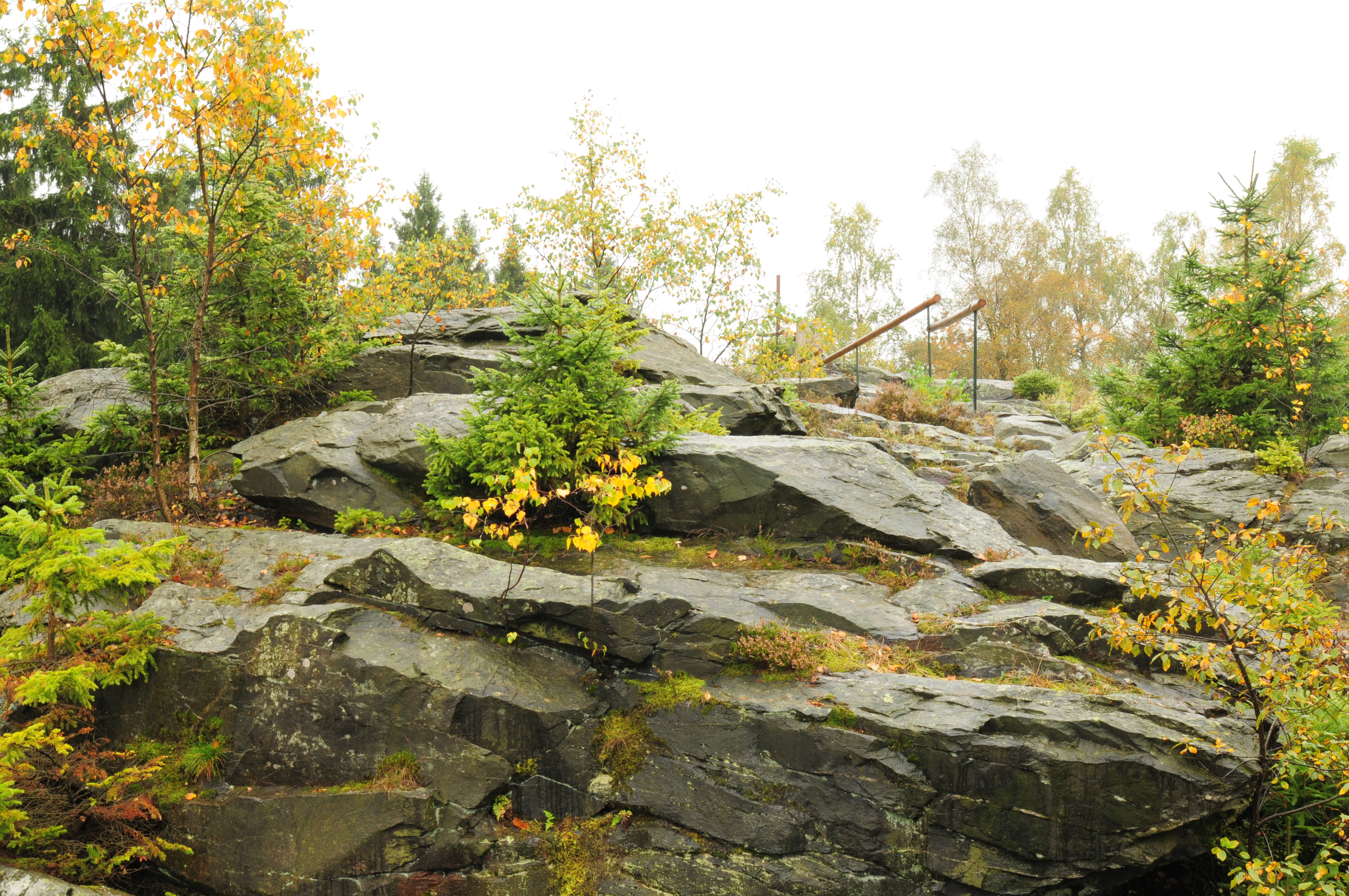
Felsen des Wendelsteins
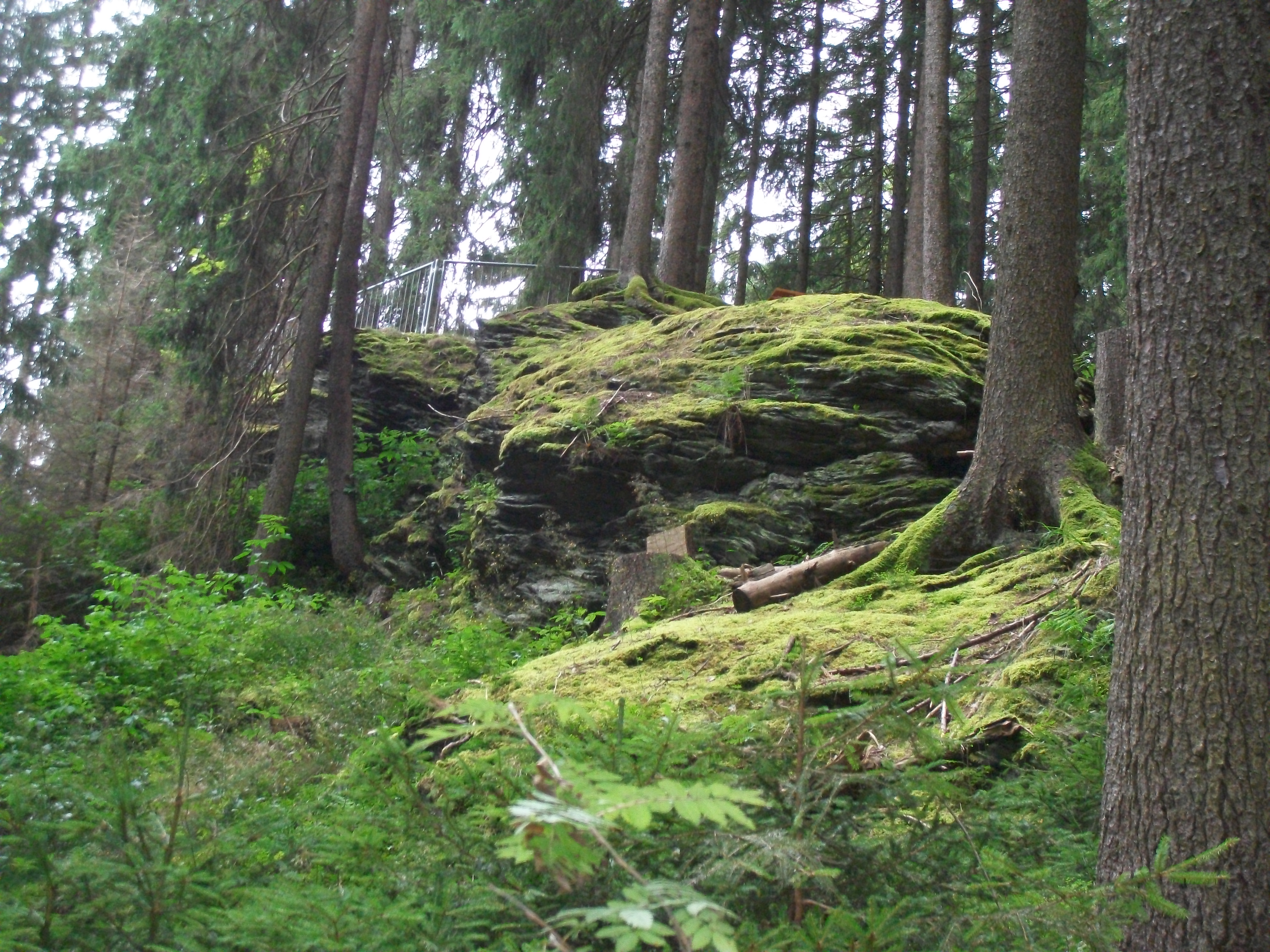
Die Bastei am Hang des Göltzschtales bei Grünbach
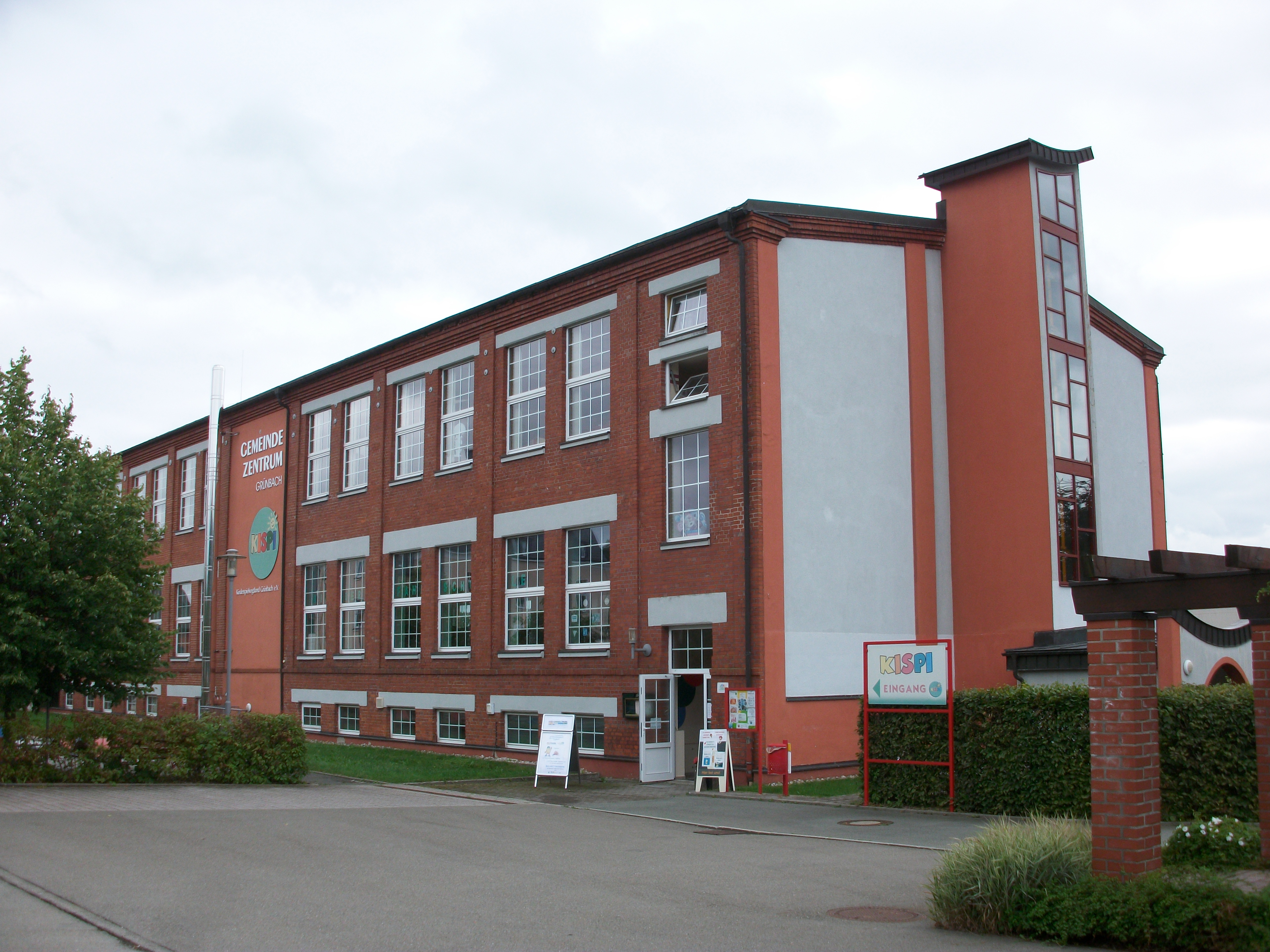
Gemeindezentrum Grünbach mit Kinderspielhaus (Kispi)
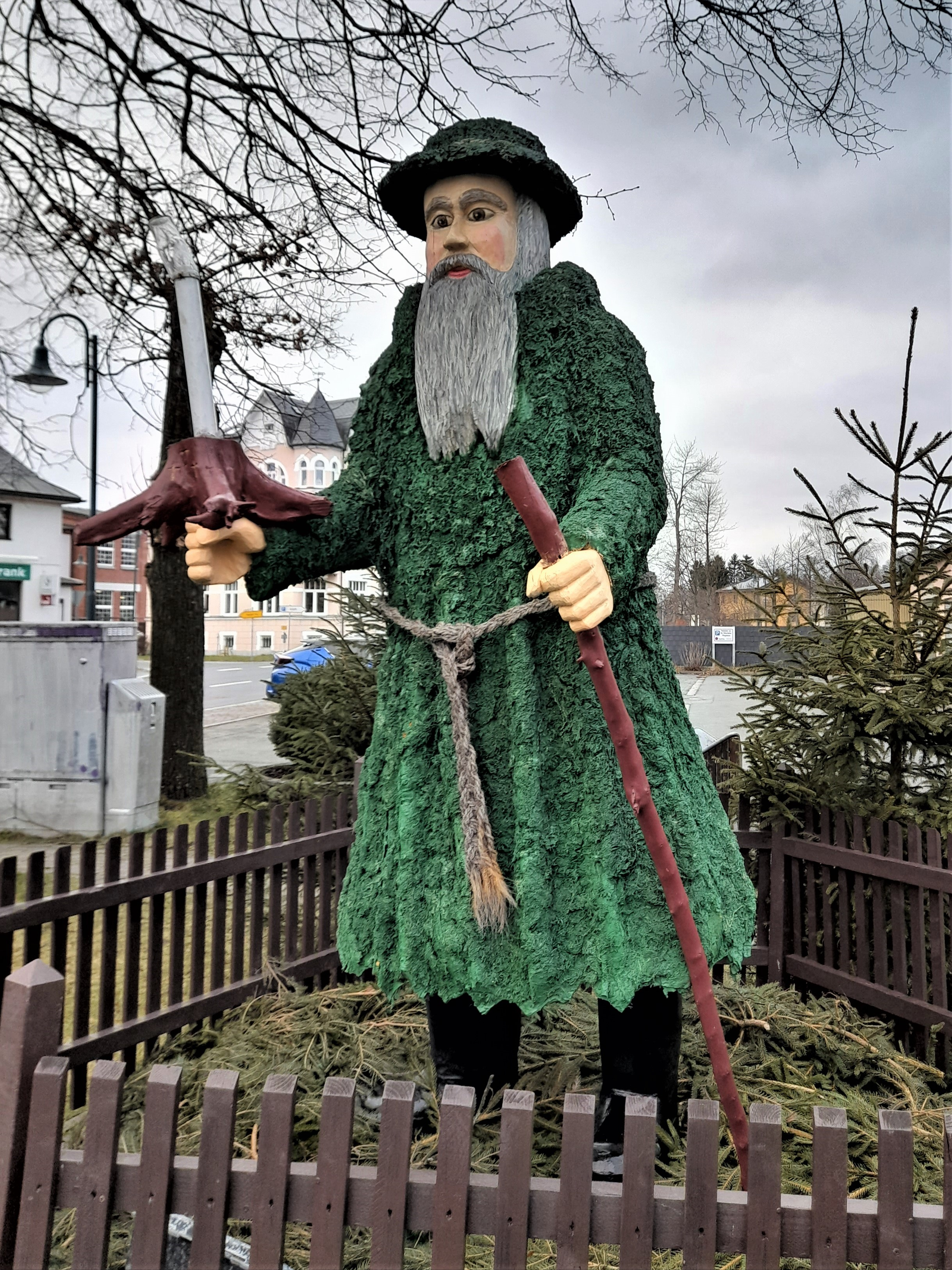
Riesen-Moosmann in Grünbach

### Naturschutz
- Siehe auch: Liste der Naturdenkmale in Grünbach (Sachsen)

## Verkehr und Wirtschaft

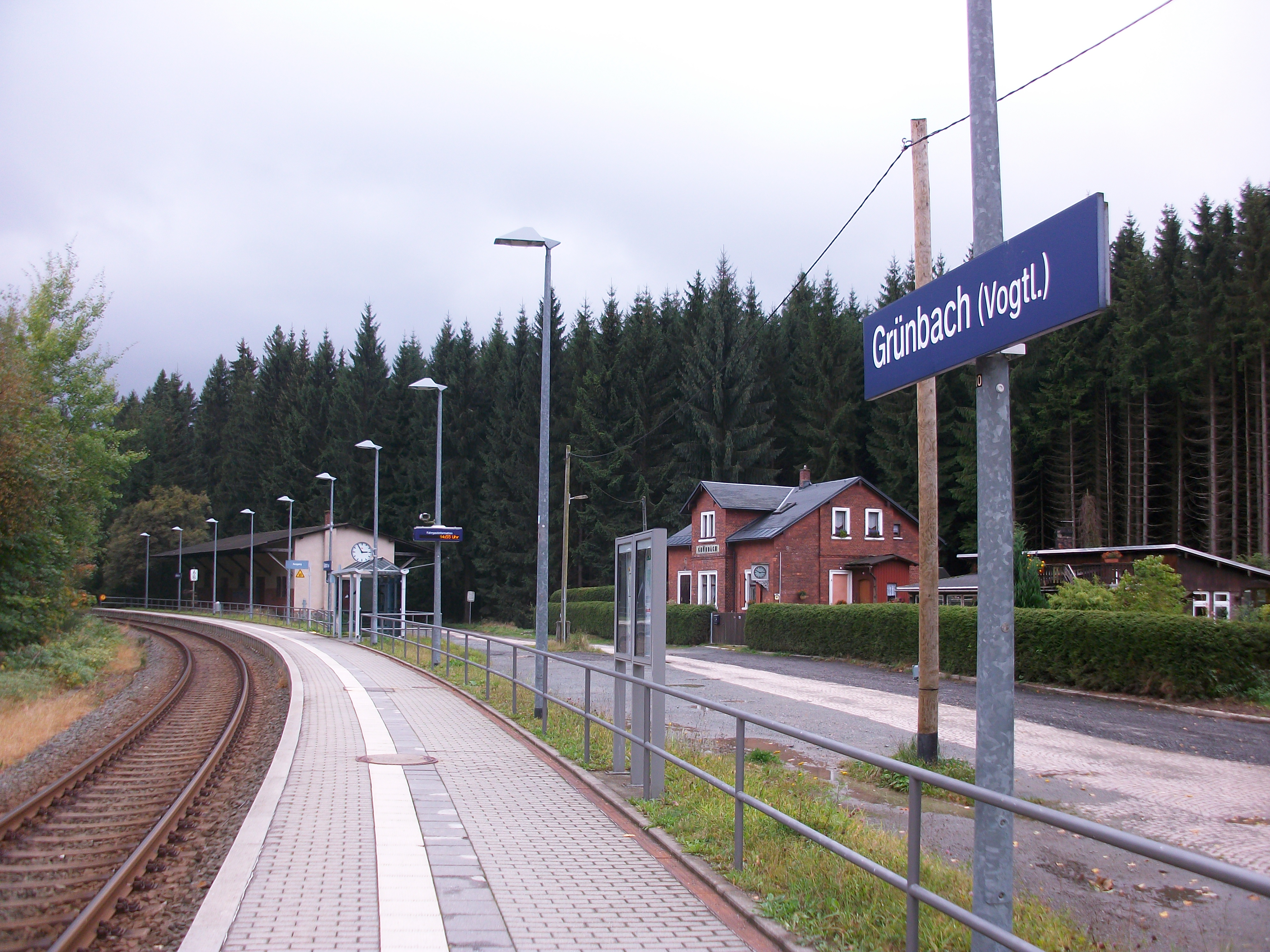
Haltepunkt Grünbach (Vogtl.)

### Verkehr
Der Haltepunkt Grünbach (Vogtl.) liegt an der Bahnstrecke Falkenstein–Muldenberg, der Bahnhof Muldenberg an der Bahnstrecke Chemnitz–Adorf. Er ist seit der Eröffnung des Haltepunkts Muldenberg Floßplatz an der Bahnstrecke Chemnitz–Adorf ohne Personenhalt. Beide Haltepunkte werden von der Vogtlandbahn bedient.
Grünbach ist über die TaktBus-Linie 23 des Verkehrsverbunds Vogtland im Zweistundentakt mit Falkenstein, Muldenberg und Tannenbergsthal verbunden.

### Wirtschaft
Im Ort gibt es regionale Textilbetriebe, die sich vorwiegend mit der Gardinenherstellung befassen. Zudem existieren Handwerksbetriebe in den Bereichen Metallbau, Haus- und Elektrotechnik, Bauleistungen sowie Orthopädiebedarf und für die Versorgung mit Nahrungsgütern. Zudem gibt es Einzelhandels- und mehrere Beherbergungsbetriebe, medizinische und nahestehende Dienstleister sowie örtliche Finanz- und Versicherungsunternehmen. Der Verein Diakonie Auerbach e. V. unterhält hier eine sozialtherapeutische Wohnstätte.
Grünbach war bis 2018 Höhenluftkurort und ist seit 2018 staatlich anerkannter Erholungsort.

## Ehemalige DDR-Betriebe in Grünbach
Laut dem Stand 2017 sind für Grünbach (Sachsen) 10 Betriebe verzeichnet.
Grünbach (Sachsen) gehörte zu einem der Orte mit mehreren Volkseigenen-Betrieben (VEB). Der VEB war eine Grundlage der Zentralverwaltungswirtschaft sowie eine Rechtsform. Der Volkseigene Betrieb befand sich im sogenannten „Volkseigentum“ und unterstand direkt der DDR Partei- und Staatsführung.

## Persönlichkeiten der Gemeinde
- Karl Hutschenreuter (1920–1996), Chirurg und Anästhesist, Anästhesiepionier in Jena sowie Ordinarius für Anästhesiologie in Homburg[20]
- Siegfried Trommer (1938–2018), Politiker und Landrat des Landkreises Zschopau
- Dana Horáková (* 1947), tschechisch-deutsche Schriftstellerin
- Ulrich Thoß (* 1953), Fußballer